# Saint-Geniez
Saint-Geniez – miejscowość i gmina we Francji, w regionie Prowansja-Alpy-Lazurowe Wybrzeże, w departamencie Alpy Górnej Prowansji.

## Nazwa
Nazwa miejscowości pochodzi od imienia św. Genezjusza.

## Demografia
Według danych na rok 1990 gminę zamieszkiwało 55 osób, a gęstość zaludnienia wynosiła 1 osób/km². W styczniu 2015 r. Saint-Geniez zamieszkiwały 94 osoby, przy gęstości zaludnienia wynoszącej 2,4 osób/km².